# Calamocha (kommun)
Calamocha är en kommun i Spanien.   Den ligger i provinsen Provincia de Teruel och regionen Aragonien, i den östra delen av landet, 220 km öster om huvudstaden Madrid. Antalet invånare är 4 579.